# Milagre do Reno

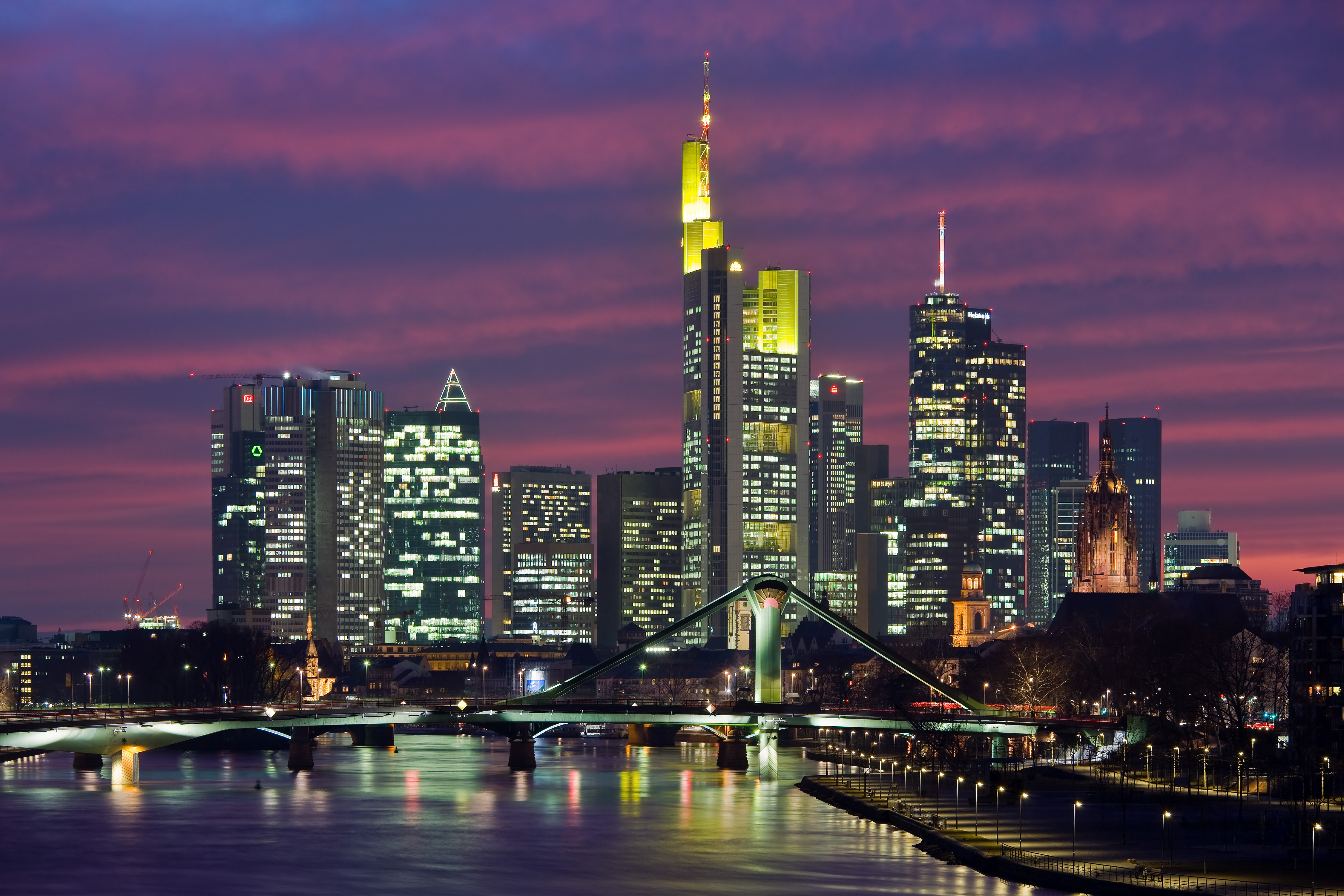
Centro financeiro de Frankfurt, Alemanha. A cidade hospeda a Bolsa de Frankfurt e tornou-se o centro financeiro da Alemanha Ocidental, como um prelúdio para o seu papel na construção europeia.

A expressão milagre do Reno (em alemão: Wirtschaftswunder; milagre econômico, pronúnciaⓘ) descreve a rápida reconstrução e o desenvolvimento da economia da Alemanha Ocidental e Áustria após a Segunda Grande Guerra. O termo em alemão Wirtschaftswunder foi usado pela primeira vez pelo Jornal The Times em 1950. Iniciando-se com a substituição do Reichsmark pelo Marco alemão como moeda oficial (uma reforma similar foi adotada na Áustria com o Xelim austríaco), um duradouro período de baixa inflação e rápido crescimento industrial foram supervisionados pelo Chanceler Konrad Adenauer e seu Ministro das finanças Ludwig Erhard, que ficou conhecido pela história como o "pai do milagre econômico alemão". Na Áustria, as práticas eficientes de trabalho levaram o país a um período de crescimento econômico parecido. A era do crescimento econômico elevaram a Áustria e a Alemanha de um período de total devastação no pós-guerra a modernos países desenvolvidos. Com a fundação do Mercado Comum Europeu, o crescimento econômico alemão ascendia em contraste ao esforço econômico que se estabelecia no Reino Unido.

## República Federal da Alemanha

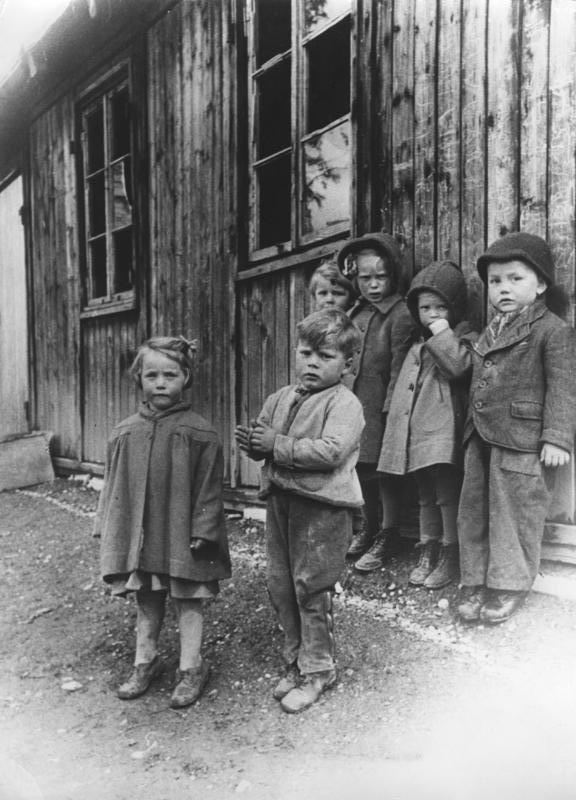
Crianças alemãs em um campo de refugiados, Alemanha Ocidental, 1945.

O milagre econômico alemão é a chave para descrever o rápido desenvolvimento econômico de forma inesperada na República Federal da Alemanha (Alemanha Ocidental) após a Segunda Guerra Mundial.
O começo é a reforma monetária de 1948, o fim se dá em duas escalas: em 1958 como o cessar de um ciclo, preliminar de integração na economia global, com a plena convertibilidade da Alemanha na CEE (Comunidade Econômica Europeia), e em 1967 com a primeira grande recessão depois da guerra. As razões fundamentais para a rápida recuperação econômica da Alemanha Ocidental podem ser encontradas no modelo de crescimento exógeno. A Alemanha Ocidental tinha uma força de trabalho qualificada e um elevado nível tecnológico em 1946, mas o seu capital social fora amplamente destruído durante a guerra.

### Recessão do pós-guerra
O pequeno estoque de capital, bem como a conversão de problemas monetários e de regulamentação levou a uma rápida recessão econômica durante os primeiros anos do pós-guerra. Estes problemas iniciais foram superados com a reforma monetária de 1948, que substituiu o Reichsmark pelo Marco alemão como moeda, impedindo a inflação galopante.
Este ato para fortalecer a economia alemã havia sido expressamente proibido durante os dois anos em que as Forças aliadas estavam dirigindo a ocupação na Alemanha. Os aliados desmantelaram a produção do carvão e de indústrias siderúrgicas na Alemanha Ocidental e decidiram na conferência de Potsdam que todos os equipamentos industriais e fábricas no oeste deveriam ser desmontados e a capacidade de produção de aço reduzida a somente 6,7 milhões de toneladas.

### Barreiras à recuperação econômica
Alemanha Ocidental continuou seu esforço depois de 1948 para reconstruir rapidamente seu capital social e, assim, aumentar a sua produção econômica. A elevada taxa de investimento de capital, graças ao baixo consumo e uma necessidade muito pequena de investimentos em substituição de capital (devido ao estoque de capital ainda pequeno) dirigiu esta recuperação durante a década de 1950.
Além das barreiras físicas que tiveram de ser superadas para a recuperação econômica na Alemanha houve também desafios intelectuais. Os Aliados confiscaram toda a propriedade intelectual e patentes de grande valor, tanto na Alemanha como no exterior, e as usou para fortalecer sua competitividade industrial e licenciá-las para as empresas aliadas. Durante os mais de dois anos que esta política vigorou, nenhuma pesquisa industrial na Alemanha pode ter lugar, como qualquer resultado teria sido automaticamente posto à disposição dos concorrentes estrangeiros, que foram incentivados pelas autoridades de ocupação para acessar todos os registros e instalações científicas.

### Plano Marshall

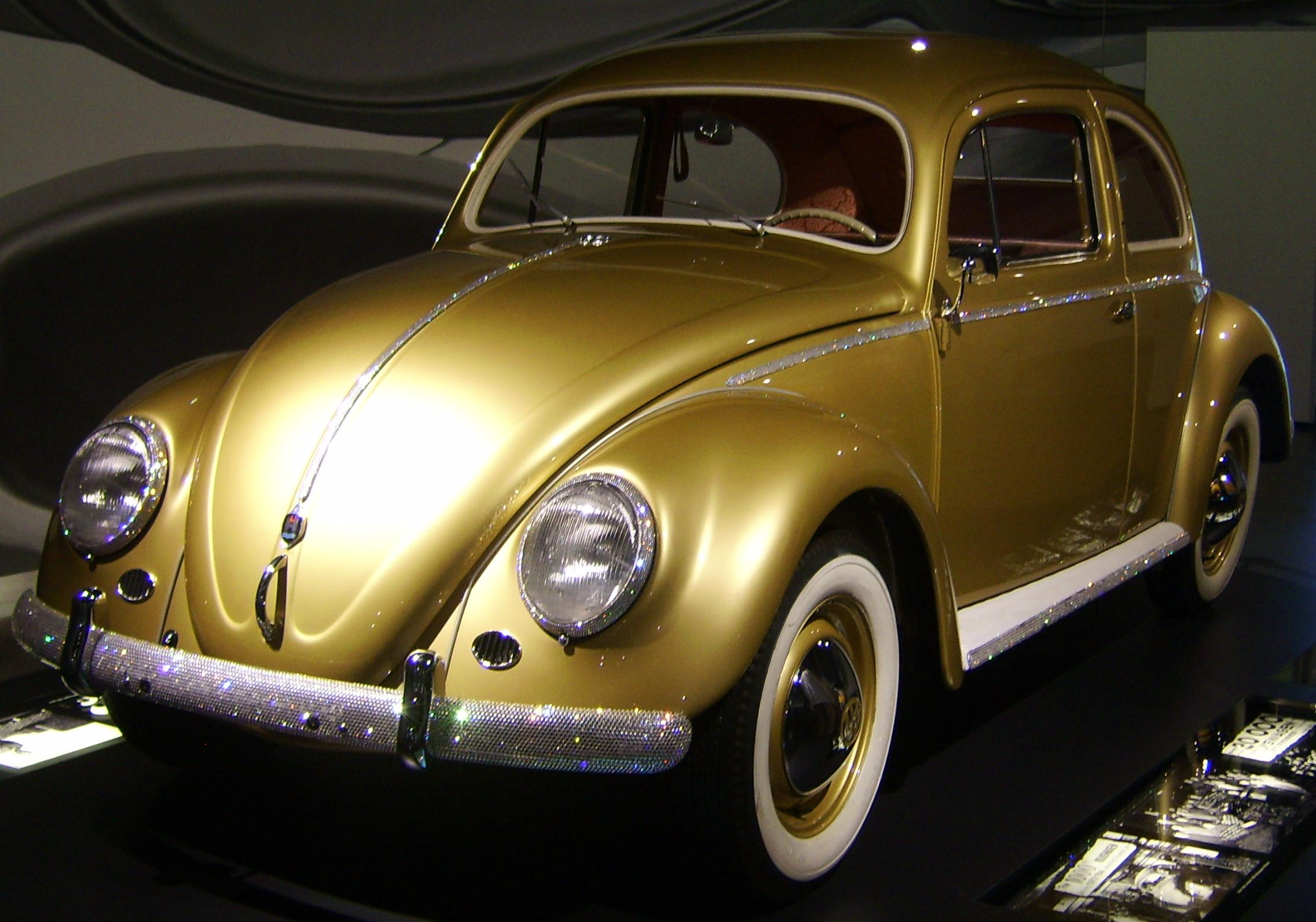
O Volkswagen Fusca foi um ícone da recuperação econômica da Alemanha Ocidental.

O Plano Marshall deu um grande impulso, contudo deu pouca assistência financeira real até que a recuperação já estivesse em pleno andamento. O Plano, que havia sido estendido para incluir também a Alemanha Ocidental suprimiu a economia da alemã inicialmente, e por consequência, travou a recuperação do resto da Europa.
Algo que ajudou na construção do milagre econômico alemão foi a presença das tropas aliadas ocupando o território, demandando bens e serviços em toda a Alemanha. Os produtos consumidos no interior da Alemanha geravam renda e estimulavam a acumulação de capital das pequenas fábricas.  Durante os exercícios militares os soldados aliados consumiam desde carros e alimentos até bens de luxo e cervejas.
O montante da ajuda monetária recebidos pela Alemanha por meio do Plano Marshall foi de cerca de US $ 1,4 bilhão, entretanto tal valor era ofuscado pela quantidade encargos e custos que os alemães tiveram de reparar as nações aliadas (cerca de 2,4 bilhões dólares americanos por ano). Em 1953, foi decidido que a Alemanha pagaria 1,1 bilhões dólares da ajuda que recebeu. A última devolução foi feita em junho de 1971.

### Recuperação
Nos anos de 1952 a 1960, o investimento aumentou na Alemanha Ocidental 120% e o PNB 80%.  A política de reconstrução alemã não só abriu o caminho para o retorno da Alemanha à comunidade internacional, mas permitiu já em 1954 que o parque industrial na Alemanha Ocidental voltasse a ter o mesmo nível estrutural do período pré-segunda guerra (1938). Este ritmo superou as expectativas, que previam que reconstrução das cidades alemãs duraria 40 ou 50 anos.
Em 1953 a Alemanha estava operando com suas indústrias em plena capacidade e todas estavam na vanguarda do investimento em tecnologia. Apesar dos déficits de capital a economia da Alemanha Ocidental adquiriu uma moderna tecnologia e desenvolveu de uma indústria competitiva internacionalmente através da pesquisa e desenvolvimento de novas tecnologias.
Em 1955 a economia da Alemanha Ocidental cresceu 10,5%, com os salários reais também crescendo a 10%, e a produção de automóveis aumentou neste mesmo ano 19%. O termo milagre até então utilizado apenas como um fator econômico passou a ser utilizado como um termo político, pois, no mesmo ano a soberania nacional foi devolvida aos alemães ocidentais.
A guerra da Coreia (1950-1953) gerou um aumento da demanda mundial de bens, e a escassez resultante ajudou a superar a resistência persistente à compra de produtos alemães. No período da guerra a Alemanha teve um grande salto de mão de obra qualificada, em parte como resultado das deportações e das migrações que afetaram até 16,5 milhões de alemães. Isso ajudou a Alemanha Ocidental a dobrar o valor de suas exportações durante e logo após a guerra. Além destes fatores, as grandes jornadas de trabalho e a plena capacidade em que a indústria trabalhava forneceram uma base fundamental para a sustentação da retomada econômica.
Desde o final de 1950, a Alemanha Ocidental tinha uma das economias mais fortes do mundo. A economia da Alemanha Oriental também mostrou um forte crescimento, mas não tanto como na Alemanha Ocidental, devido ao sistema burocrático, e a emigração de alemães em idade de trabalhar para a Alemanha Ocidental. O índice de desemprego, na parte ocidental da Alemanha, atingiu o nível mais baixo nos anos de 1961-1966 e 1970-1971 quando oscilou entre 0,7 e 0,8%.

## Áustria
A Áustria assim como a Alemanha Ocidental estava devastada no pós-guerra, fato este que também foi necessário incluí-la no Plano Marshall e, portanto, é posta como participante direta do milagre econômico (Wirtschaftswunder). A recuperação econômica austríaca se deu através da nacionalização de algumas indústrias estratégicas (principalmente metalúricas), da manutenção da política industrial que valorizava longas jornadas de trabalho, e o uso da capacidade econômica plena.
Usando a Alemanha Ocidental como referência, a moeda foi estabilizada quando o Schilling (Xelim austríaco) foi reintroduzido no lugar do Reichsmark. Essa política econômica foi conhecida nos círculos jornalísticos como o plano Raab-Kamitz-Kurs, em homenagem ao chanceler Julius Raab e seu ministro das Finanças, Reinhard Kamitz semelhante ao plano econômico alemão Adenauer-Erhard-Kurs.
Na década de 1950 o desemprego chegou a níveis muito baixos, sendo necessário o governo austríaco incentivar a emigração dos Gastarbeiter (Trabalhadores do sul), primeiro vindos do sul da Itália e depois da Grécia e Turquia, na medida em que mais mão de obra era necessária para manter o crescimento econômico.